# Har Ajelet
Har Ajelet (hebrejsky: הר אילת) je hora o nadmořské výšce 444 metrů v Izraeli, v Horní Galileji.
Nachází se 3 kilometry západně od vesnice Ajelet ha-Šachar a cca 8 kilometrů severovýchodně od Safedu. má podobu odlesněného pahorku. Na jihu jej míjí hluboký kaňon vádí Nachal Chacor, které je na opačné straně lemováno masivem Har Dalton s nadmořskou výškou 874 metrů, který je tvořen několika samostatnými vrcholky. Kromě vlastního Har Dalton je to Har Cadok (833 metrů nad mořem) a Har Evjatar (826 metrů nad mořem) vysunutý nad hranu údolí. Na severní straně od pahorku spadá terén do údolí Nachal Marot, na východní strana klesá prudce do zemědělsky využívané příkopové propadliny u řeky Jordán.